# Національна премія України імені Тараса Шевченка — лауреати 2018 року
Список лауреатів Національної премії України імені Тараса Шевченка за 2018 рік
| Лауреат                     | Номінація | Обґрунтування |
| --------------------------- | --- | --- |
| Література                  | Андієвська Емма Іванівна, письменниця, громадянка Сполучених Штатів Америки | за книги поезій «Щодення: перископи», «Маратонський біг», «Шухлядні краєвиди», «Бездзиґарний час», «Міста-валети» |
| Візуальне мистецтво         | Маков Павло Миколайович, художник | за мистецький проєкт «Втрачений Рай»                                                                              |
| Журналістика і публіцистика | Плохій Сергій Миколайович, публіцист, громадянин Сполучених Штатів Америки | за книгу «Брама Європи»                                                                                           |
| Музичне мистецтво           | Польова Вікторія Валеріївна, композитор | за хорову симфонію на канонічні тексти «Світлі піснеспіви»                                                        |
| Кіномистецтво               | Тихий Володимир Вікторович, режисерПілунський Ярослав Леонідович, операторСтеценко Сергій Олександрович, операторГрузінов Юрій Георгійович, оператор, громадянин Російської Федерації | за цикл історико-документальних фільмів про Майдан 2014 року                                                      |

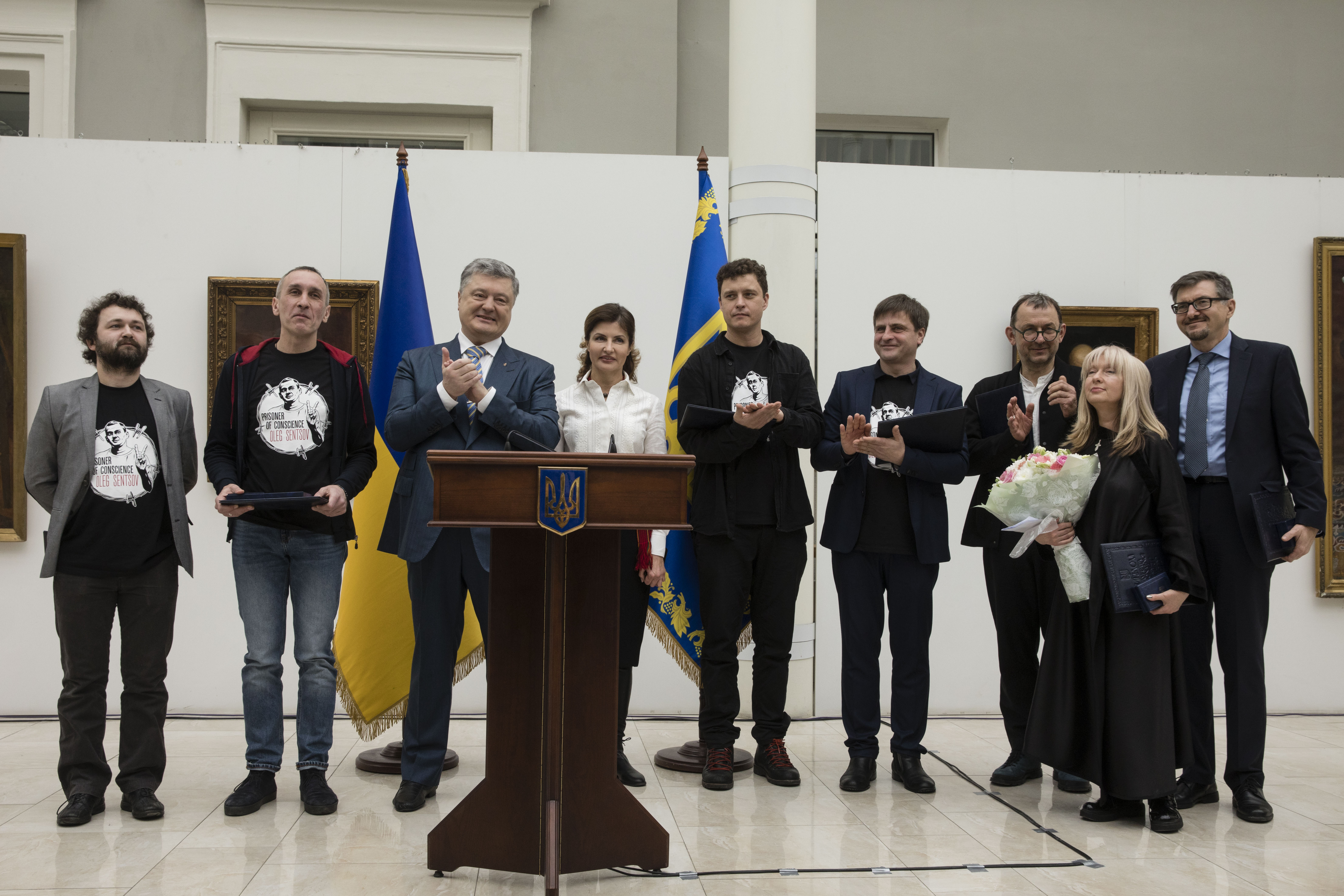
Петро та Марина Порошенки разом з лауреатами премії

6 березня 2018 року указом Президента України уточнений перелік номінацій, за які присуджують премію — номінація «Література, публіцистика, журналістика» розділена на дві окремі номінації «Література» та «Публіцистика, журналістика». Таким чином, премією відзначені дві роботи, подані у номінації «Література, публіцистика, журналістика». Премії у номінації «Театральне мистецтво» цього року не присудували.
Премії було вручено 9 березня 2018 року Президентом України Петром Порошенком у Національному музеї Тараса Шевченка.
На 2018 рік розмір Національної премії України імені Тараса Шевченка встановлений у розмірі 240 тисяч гривень кожна.